# I fioretti di san Francesco
I fioretti di san Francesco sono un florilegio sulla vita di san Francesco d'Assisi e dei suoi discepoli, il cui autore è Ugolino da Brunforte.

Per molto tempo la critica ha creduto trattarsi della traduzione di un Floretum che era andato perduto, ma in seguito si è constatato che si trattava di una delle traduzioni trecentesche, di incerta attribuzione, del testo latino degli Atti del beato Francesco e dei suoi compagni.

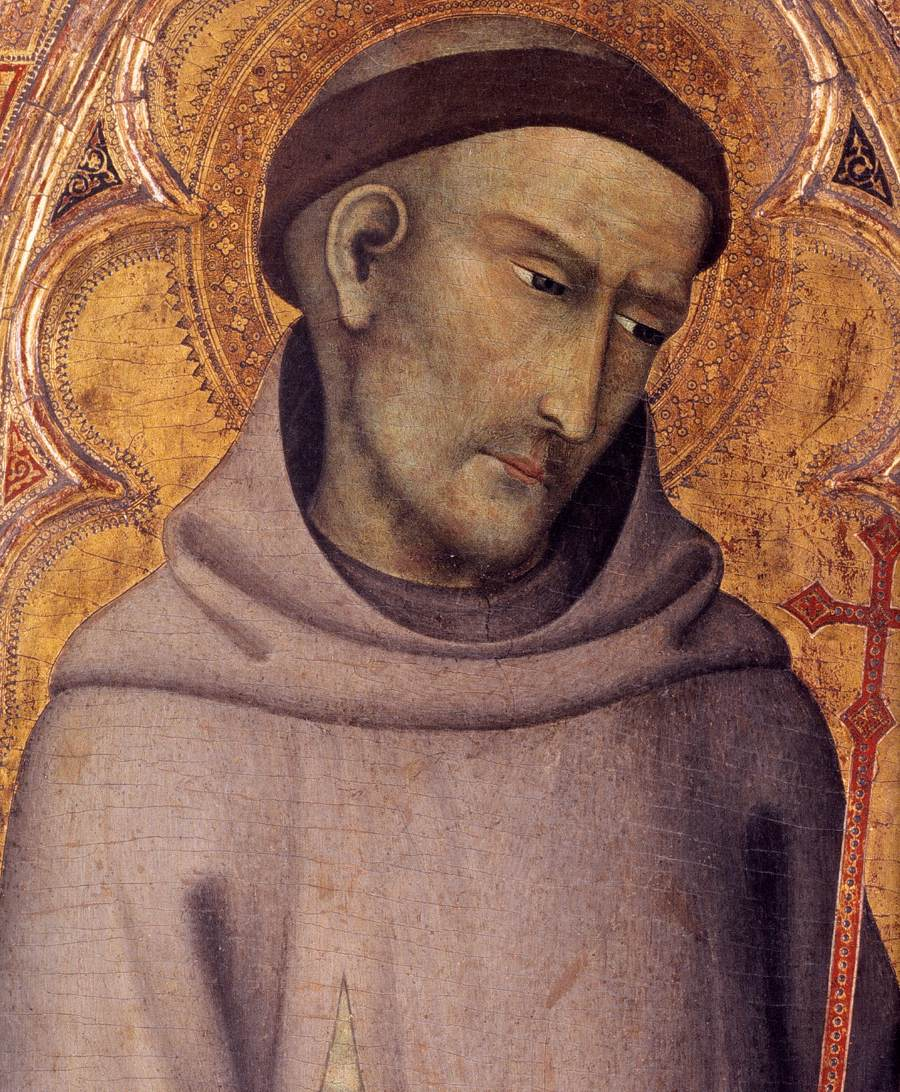
San Francesco d'Assisi in un ritratto di Andrea Vanni

Se ne possiedono ben dodici manoscritti contenuti in altrettanti codici, tra i quali i più completi sono quelli del Trecento, il Laurenziano LXXXIX e il Vaticano Capponiano 184, i quattrocenteschi Riccardiani, il cinquecentesco Magliabechiano XXXVIII.16 della Biblioteca Nazionale Centrale di Firenze.
Il primo incunabolo dei Fioretti di notoria datazione fu stampato nel 1476 a Vicenza da Giovanni Leonardo Longo («per Lunardo Londeo rector de la giesia de sancto Paulo de Vicenza») e ne è considerato l'editio princeps.

## Struttura del testo
Il testo era in origine diviso in cinquantadue capitoli ma già nelle edizioni risalenti al secolo XV il primo capitolo venne sdoppiato in due parti distinte e si arrivò così ad avere un testo di cinquantatré capitoli.
L'opera si può intendere divisa in due sezioni che differiscono per le tematiche e per la cronologia.
La prima sezione, che è introdotta da un proemio, tratta della nascita dell'ordine francescano, della vita del santo del quale descrive le qualità e la perfezione delle sue prediche oltre a trattare dei fatti compiuti dalla prima generazione di frati.
La seconda sezione tratta invece della generazione successiva, quella dei frati marchigiani, coprendo così più di un secolo di storia dell'ordine.
Alcuni capitoli dell'opera possono poi considerarsi delle complete agiografie che si soffermano su personaggi esemplari come nei capitoli che narrano di frate Bernardo, Leone, Masseo e Chiara.
Il libro ricostruisce il mondo della predicazione francescana, spesso con un alone fiabesco e serafico. Al centro della narrazione è San Francesco, costante esempio di una vita evangelicamente cristiana, fondata sui valori fondamentali dell'umiltà, della carità, dell'amor di Dio, della rinuncia ai beni del mondo e della comunicazione fraterna con tutti gli uomini, gli animali e gli altri elementi del creato.

## Fortuna
Come messo in luce da storici quali Henry Thode, Paul Sabatier, Konrad Burdach, l'operato di San Francesco e le leggende sulla sua vita furono all'origine di una rinascita spirituale che, ripercuotendosi nei dipinti di Giotto della basilica di Assisi, «culla della grande fioritura artistica italiana», nei canti di Tommaso da Celano e di altri numerosi poeti come Jacopone da Todi, precorreranno la stagione del Rinascimento in Italia. Messi insieme per la prima volta nel XIV secolo, i Fioretti diventarono così in breve tempo «il libro popolare più amato in Italia».
(Hermann Hesse Francesco d'Assisi, 1904)
Su alcuni dei Fioretti è basato il film Francesco, giullare di Dio.